# Фицджеральд, Томас, 10-й граф Килдэр

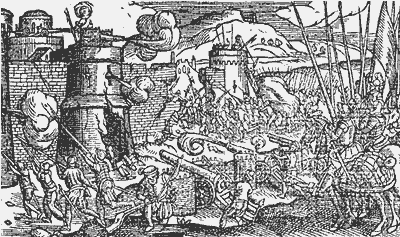
«Шёлковый Томас» штурмует Дублинский замок

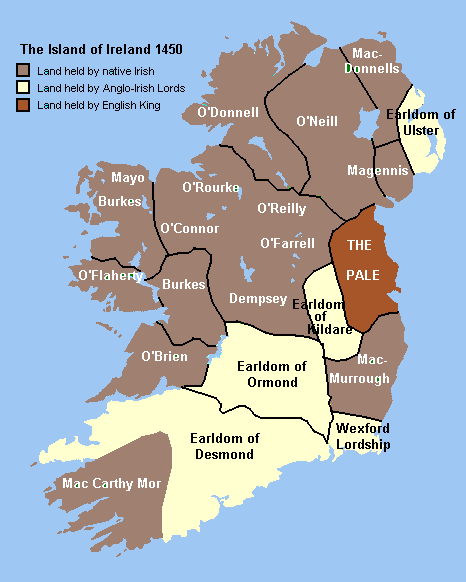
Ирландия в 1500 году. Показана английская колония Пейл, владения Фицджеральдов и территория независимых ирландских кланов

Томас Фицджеральд, 10-й граф Килдэр (англ. Thomas FitzGerald, 10th Earl of Kildare, 1513 — 3 февраля 1537) — ирландский аристократ, также известный как «Шёлковый Томас», был ведущей фигурой ирландской истории XVI века.

## Биография
Представитель древней аристократической династии Фицджеральдов, которая утвердилась в Ирландии после англо-нормандского завоевания Ирландии в 1169 году.
Томас Фицджеральд родился в 1513 году в Лондоне. Единственный сын Джеральда Фицджеральда, 9-го графа Килдэра, и его первой жены Элизабет Зуш, кузины короля Англии Генриха VII Тюдора.
В феврале 1534 года его отец был вызван в Лондон. Он назначил 21-летнего Томаса, носившего титул лорда Оффали, заместителем губернатора Ирландии на время своего отсутствия. В июне 1534 года Томас Фицджеральд получил сообщение, что его отец казнен в Тауэре, и что король Англии и английское правительство намерены поступить с ним так же — арестовать, обвинить в «государственной измене», а затем казнить. Это сообщение было ложным, но выглядело правдиво, потому что его отец действительно впал в немилость короля Англии — это было очевидно всем.

## Восстание
Томас Фицджеральд, поняв, что он обречен, созвал совет в аббатстве Святой Марии в Дублине. 11 июня 1534 года он в сопровождении 140 воинов (галлогласов) прибыл в аббатство. Галлогласы носили шёлковую ленту на шлемах — опознавательный знак. За это Томаса Фицджеральда нарекли «Шёлковый Томас». Прибыв в аббатство, он публично отрекся от верности королю Англии Генриху VIII Тюдору и провозгласил себя лордом независимой Ирландии.
Канцлер Ирландии — архиепископ дублинский Джон Ален пытался убедить его не поднимать восстания и сохранить верность королю Англии, но молодой лорд, оглядев присутствующих и увидев в их глазах сомнения и колебания, произнес стихотворение на ирландском языке про славные деяния своих предков, а потом бросил среди зала свой меч. Это было объявление войны королю Англии.
Граф Десмонд и многие из старейших и лучших друзей его отца попытались поговорить с ним и убедить не поднимать восстания, но Томас Фицджеральд решил идти до конца. На должности заместителя губернатора Ирландии, обладая титулом графа Килдэр, имея огромные земельные владения в Ирландии, Томас имел под своим контролем большую часть замков Пейла — английской колонии в Ирландии, королевские арсеналы. Кроме того, он рассчитывал на поддержку ирландских кланов, которые были недовольны английским владычеством и оставались независимыми от английской власти и поддержку «старых англичан» — ирландских аристократов англо-нормандского происхождения, которые были недовольны правлением короля Генриха VIII Тюдора, которого считали жестоким деспотом.
Однако гарнизон Дублинского замка остался верен королю Англии. Шёлковый Томас, тогда еще бывший лордом Оффали, призвал лордов Пейла присягнуть ему на верность и начать осаду Дублинского замка. Те лорды, которые отказались это сделать, были взяты в плен и брошены в тюрьмы в замке Мейнут. Земли, замки и имущество, которое принадлежало королю Англии, Шёлковый Томас объявил конфискованными, объявил, что под страхом смерти высылает из Ирландии всех, кто родился в Англии. Томас послал гонцов к своему родственнику, лорду Джеймсу Батлеру, сыну графа Ормонда, предлагая ему разделить власть над королевством Ирландия, если последний присоединиться к восстанию, но Батлер отказался. Томас Фицджеральд взял заложников из главных дворянских семей Дублина как гарантию их поддержки или нейтральности.
В июне 1534 года начался неудачный штурм Дублинского замка. Армия Шёлкового Томаса была разбита. Джон Ален, архиепископ дублинский, пытался стать посредником между королем Англии и Шёлковым Томасом, но неудачно. Шёлковый Томас был зол на Джона Алена за то, что тот не поддержал его восстание и не обеспечил ему поддержку церкви и духовенства. Аллен решил бежать из Ирландии на корабле, но буря выбросила корабль на бере у Клонтарфа. Джон Ален нашел приют и убежище в Дублине, в замке Артайн у своего друга Томаса Сент-Лоуренса. Но его обнаружили люди Шёлкового Томаса. Когда Джон Аллен предстал пред Шёлковым Томасом, то начал умолять сохранить ему жизнь. Но молодой лорд отвернулся от него и сказал: «Beir uaim an bodach» — «Бер вам ан бодах» — «Уберите от меня этого парня». Эти слова сторонники Шёлкового Томаса поняли как приказ убить, и тут же убили Джона Алена. За это преступление папа римский отлучил Шёлкового Томаса от церкви, а многие сторонники отвернулись от него.
В это время отец Шёлкового Томаса — Джеральд Фицджеральд, 9-й граф Килдэр, был жив и находился в Лондоне. На самом деле он не был казнен королем Англии. Но его отец тяжело болел и скончался в декабре 1534 года. Юридически после его смерти Шёлковый Томас стал 10-м графом Килдэр. Но король Англии Генрих VIII не признал за ним этот титул. Шёлковый Томас отступил в свой замок Мейнут. В марте 1535 года английская армия под предводительством сэра Уильяма Скеффингтона приступила к осаде замка Мейнут. Шёлковый Томас в это время отсутствовал в замке — он собирал новую армию и подкрепления. Уильям Скеффингтон подкупил гарнизон замка и захватил его. Гарнизон сдался на милость победителей. Однако Уильям Скеффингтон приказал перебить всех пленных без исключения. Эта жестокая резня вошла в историю под названием «Прощение Мейнута».
Шёлковый Томас был убежденным католиком и ошибочно предположил, что он получит широкую поддержку среди католиков Британских островов, которые были недовольны Реформацией и выступали против короля Англии Генриха VIII. На тот момент Генрих VIII Тюдор ещё не был окончательно отлучен от католической церкви. Папа римский надеялся, что английский король вернется в лоно святой церкви. Король Англии Генрих VIII был окончательно отлучен от церкви только 17 декабря 1538 года.
В июле 1535 года из Англии в Ирландию прибыл лорд Леонард Грей, который был назначен королем новым губернатором и лордом-депутатом Ирландии. Шёлковый Томас видел, что его армия тает, союзники бросают его, надежда на поддержку непокорных ирландских кланов также оказалась призрачной. Но Шёлковый Томас оставался грозным противником английской короны. Лорд Грей, желая избежать затяжной войны, гарантировал Шёлковому Томасу прощение и сохранение жизни, а также личную безопасность в случае, если он капитулирует на милость короля Англии. Шёлковый Томас сложил оружие и сдался на милость короля. В октябре 1535 года его доставили в Лондон и бросили в Тауэр. Несмотря на гарантии и обещания лорда Леонарда Грея, Шёлковый Томас и пять его родственников были отправлены в Тайберн и казнены 3 февраля 1537 года.
Восстание Шёлкового Томаса заставило английское правительство осознать серьезность ситуации в Ирландии. В 1542 году было провозглашено Королевство Ирландия, королем которой являлся король Англии. Были пересмотрены полномочия лорда-депутата Ирландии и полномочия других должностных лиц в Ирландии.